# Station Dunowo
Station Dunowo is een spoorwegstation in de Poolse plaats Dunowo.